# Emile Boval
Emile Jules Louis Joseph Boval (Frasnes-lez-Buissenal, 2 april 1864 - Sainte-Adresse, 16 maart 1917), ook Bôval geschreven, was een Belgisch volksvertegenwoordiger en burgemeester.

## Levensloop
Boval promoveerde tot doctor in de rechten en werd notaris in Frasnes.
Hij werd actief in de gemeentepolitiek van Frasnes-lez-Buissenal:
- 1890: gemeenteraadslid,
- 1896: burgemeester.

In 1908 werd hij verkozen tot katholiek volksvertegenwoordiger voor het arrondissement Doornik, mandaat dat hij behield tot aan zijn dood.
Tijdens de Eerste Wereldoorlog verbleef hij in Sainte-Adresse waar de Belgische regering zetelde. Het is ook daar dat hij overleed.